# A bőrömben
A bőrömben (eredeti cím: Farming) 2018-ban bemutatott brit filmdráma, melyet a saját gyermekkora alapján Adewale Akinnuoye-Agbaje írt és rendezett. A főszerepben Damson Idris, Kate Beckinsale, John Dagleish, Jaime Winstone, Genevieve Nnaji és Gugu Mbatha-Raw látható.
A világpremierjére a 2018-as Torontói Nemzetközi Filmfesztiválon került sor szeptember 8-án, emellett a 2019-es Edinburgh-i Filmfesztiválon elnyerte a Michael Powell-díjat. A Lions Gate Entertainment 2019. október 11-én mutatta be az Egyesült Királyságban, az eOne pedig 2019. október 25-én az Amerikai Egyesült Államokban. 2018. szeptember 17-én a film terjesztési jogát több országban és régióban megvásárolták: Egyesült Királyság, Franciaország, Benelux államok, Ausztrália, Új-Zéland, Latin-Amerika, Dél-Korea, Kína, Görögország, Portugália, Szerbia, Montenegró, Szingapúr, Közel-Kelet és Törökország.
A filmet megtörtént események ihlették.

## Cselekmény
A történet középpontjában egy olyan gyermek áll, akit a Jorubai szülei fehér munkás-osztálybeli családnak ad örökbe, az 1960-as évek elején Londonban. Amint a fiú betölti 16. életévét, csatlakozik egy rosszindulatú, fehér szkinhed bandához, majd elkezd ugyanúgy öltözködni és viselkedni. Ahogy a fiú börtönbe kerül, egy fiatal tanárnő segítségével sikerül jó útra térnie, az egyetemet is sikerül elvégeznie. Ezt a nem hivatalos rendszert „Bértartásnak” nevezték el.

## Szereplők
| Szereplő         | Színész                  | Magyar hang        |
| ---------------- | ------------------------ | ------------------ |
| Enitan           | Damson Idris             | Szatory Dávid      |
| Ingrid Carpenter | Kate Beckinsale          | Kisfalvi Krisztina |
| Femi             | Adewale Akinnuoye-Agbaje | Törköly Levente    |
| Levi             | John Dagleish            | Bozsó Péter        |
| Lynn             | Jaime Winstone           | Solecki Janka      |
| Tolu             | Genevieve Nnaji          | Roatis Andrea      |
| Ms. Dapo         | Gugu Mbatha-Raw          | Pálmai Anna        |
| Jonesy           | Cosmo Jarvis             | Előd Álmos         |
| Hilda            | Ann Mitchell             | Menszátor Magdolna |
| Scum             | Theodore Barklem-Biggs   | Karácsonyi Zoltán  |
| Bomber           | Tom Canton               | Szabó Máté         |
| Deb              | Scarlett Brookes         | Vadász Bea         |